# Montgomery County (Arkansas)
Montgomery County is een county in de Amerikaanse staat Arkansas.
De county heeft een landoppervlakte van 2.023 km² en telt 9.245 inwoners (volkstelling 2000). De hoofdplaats is Mount Ida.